# Алёнкин цыплёнок
Алёнкин цыплёнок — советский мультфильм 1974 года, выпущенный киностудией Беларусьфильм.

## Сюжет
Однажды у девочки по имени Алёнка появился новый питомец — цыплёнок. Он оказался непоседой и сразу же отправился гулять по двору, не подозревая об опасностях, которые подстерегали его на каждом шагу. Даже под крылышком мамы-наседки не укрыться от зла, если у тебя нет надёжных, верных друзей.

## Съёмочная группа
| сценарий                    | Жанна Витензон                                                                                                |
| режиссер                    | Лев Шукалюков                                                                                                 |
| художественный руководитель | Вячеслав Котёночкин                                                                                           |
| художник                    | Вячеслав Тарасов                                                                                              |
| оператор                    | Галина Гирева                                                                                                 |
| композитор                  | Сергей Кортес                                                                                                 |
| звукооператор               | А. Черномордик                                                                                                |
| художники-мультипликаторы   | Сергей Дёжкин, Олег Сафронов, Лев Шукалюков, Наталия Богомолова, Иван Давыдов                                 |
| художники                   | В. Шнаревич, Виктор Довнар, М. Турок, В. Фатеева, А. Горулёв, Л. Женчак, Е. Безручко, Л. Коробань, В. Жаховец |
| ассистенты                  | Л. Лукашенко, В. Олешко                                                                                       |
| монтажеры                   | М. Михеева, П. Засухина                                                                                       |
| роли озвучивали             | Регина Домбровская, Вера Кавалерова, Маргарита Громова, Александра Бабаева, Лидия Катаева                     |
| редактор                    | Р. Романовская                                                                                                |
| директор                    | Л. Кароза |